# Danau Batur
Danau Batur, het Meer van Batur, is het grootste meer op het Indonesische eiland Bali. Het ligt in het noordoosten van het eiland naast de vulkaan Gunung Batur. Aan de oever ligt het dorp Batur. Het meer is 7 km lang, 2,5 km breed en circa 60 meter diep.
Dichtbij is de tempel Pura Ulun Danu Bratan.